# Sarmad Kashani

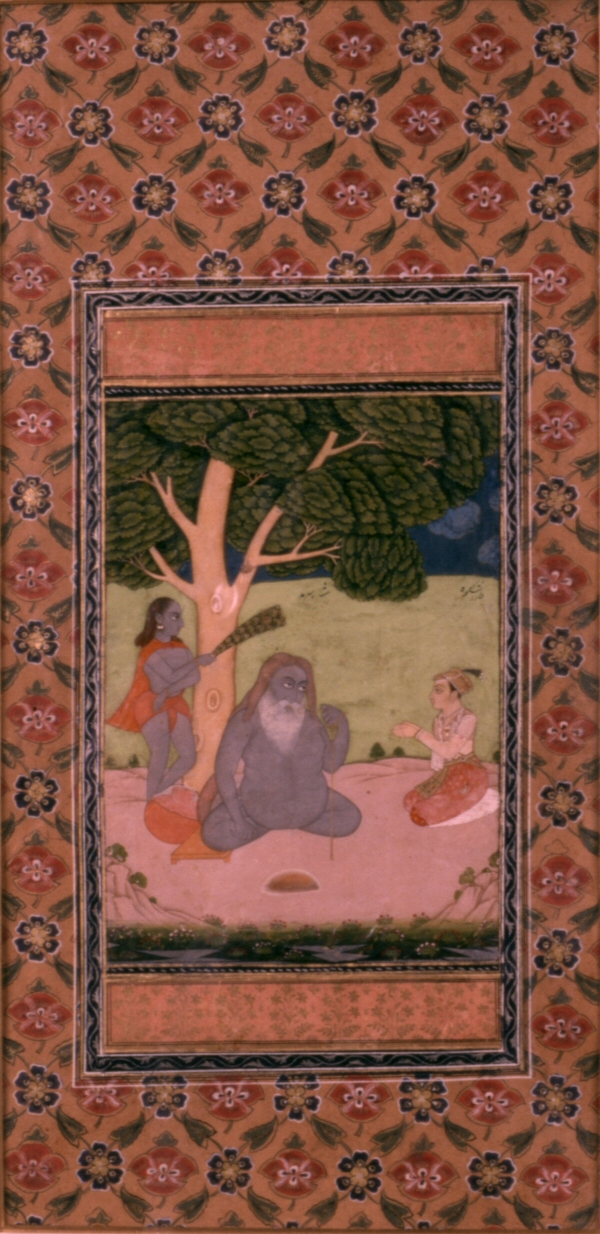
Sarmad Kashani y Dara Shikoh.

Mohamed Sa'id,  Sarmad Kashani o solo Sarmad (en persa: سرمد کاشانی‎) (Armenia, ~ 1590-Delhi, 1661) fue un poeta, místico y santo persa que vivió en la India en el siglo XVII. Nacido en una familia de mercaderes judíos armenios, probablemente se hizo musulmán, aunque en su obra decía que no era judío ni musulmán ni hinduista.
Decidió vender mercancías en el Imperio mogol y lo capturaron en Thatta junto con un chico hindú al que instruía llamado Abhai Chand. En este tiempo, iba muy descuidado al dejarse crecer el pelo, no cortarse las uñas y vagar por las calles como un faquir desnudo. Más tarde, se instalaron en Lahore, Hyderabad y finalmente Delhi.
Su reputación como poeta y místico durante el tiempo en el que vagaron juntos, hizo que el príncipe mogol Dara Shikoh lo invitara a la corte de su padre, e impresionó tanto al heredero que quiso convertirse en su discípulo.
Sarmad dominaba la lengua persa, esencial para su trabajo como mercader, y compuso la mayor parte de su obra en este idioma, e incluso llegó a traducir al persa la Torá.
Más tarde, al salir perdedor Dara Shikoh en la lucha por el trono, el vencedor Aurangzeb (1658-1707) arrestó a Sarmad acusándolo de ateísmo y herejía, y tras consultar a sus mulás acerca de cuestiones teológicas, lo decapitaron en Delhi en 1661 o 1662.